# 香川大學
香川大學（日语：香川大学），是一所位於日本香川縣高松市的國立大學。1949年大學設置，簡稱香大。

## 外部連結
- 香川大學 （页面存档备份，存于）（日語）